# The Undertakers
The Undertakers waren eine britische Popband der 1960er Jahre. Sie waren wie die Band The Beatles Vertreter des Mersey Sound, schafften jedoch nie den kommerziellen Durchbruch.

## Geschichte
Die Undertakers entstanden 1961 in Wallasey am Mersey aus der Band „The Vegas Five“. Die ursprünglichen Bandmitglieder waren Bob Evans (Schlagzeug), Chris Huston (Leadgitarre), Geoff Nugent (Rhythmusgitarre), Brian Jones (nicht der von den Rolling Stones, Saxofon), Dave „Mushy“ Cooper (Bass) und Jimmy McManus (Gesang). Bugs Pemberton kam noch im gleichen Jahr für Evans, und Anfang 1962 kam Jackie Lomax für Cooper. Wenig später schied McManus aus und Lomax übernahm den Gesang. Zeitweise war die ebenfalls in Liverpool ansässige Sängerin Beryl Marsden Teil der Band. Als die Gruppe 1962 in den Hamburger Star-Club eingeladen wurde, konnte die erst 15-jährige Marsden nicht mitgehen und stieg aus.
Die Gruppe war im Liverpooler Raum recht erfolgreich. Sie schlugen ein Angebot von Brian Epstein aus, sie zu managen, und nahmen stattdessen Ralph Webster als Manager, der lokal besser vernetzt war. Im Sommer 1962 hatten sie ein Engagement im Hamburger Star-Club. Bei der Veranstaltung Little Richard at The Tower in New Brighton spielten am 12. Oktober 1962 The Undertakers neben Little Richard, den Beatles und anderen Bands wie The Merseybeats und Rory Storm & the Hurricanes. 1963 bekamen sie einen Vertrag bei Pye Records.
Ihre ersten beiden Singles, Everybody Loves a Lover und What About Us, floppten, doch die dritte Single Just a Little Bit stieg im Sommer 1964 in die britischen Top 20 ein. Nach Unstimmigkeiten verließen die Undertakers Pye Ende 1964. Im folgenden Jahr gingen sie – mittlerweile ein Quartett ohne Nugent – nach Amerika, wo Bob Harvey sie unter Vertrag nahm. Sie veröffentlichten eine Single, I Fell in Love, und nahmen ein Album auf, das jedoch nicht veröffentlicht wurde. Insgesamt war das Amerikaprojekt eine Enttäuschung, und die Undertakers lösten sich auf.
Lomax, Huston und Pemberton blieben in Amerika, um andere musikalische Projekte zu verfolgen, während Jones nach England zurückkehrte. 1995 brachte Big Beat Records eine CD mit Aufnahmen der Undertakers heraus, darunter das bis dahin unveröffentlichte Amerika-Album.
Bei verschiedenen Gelegenheiten traten die Undertakers später in unterschiedlichen Zusammensetzungen wieder auf.

## Diskografie

### UK-Singles
- 1963: Everybody Loves a Lover (Adler/Allen) / (Do the) Mashed Potatoes (Rozier) Pye 7N15543
- 1963: What About Us (Leiber/Stoller) / Money (Thatʼs What I Want) (Bradford/Gordy)  Pye 7N15562
- 1964: Just a Little Bit (Thornton/Thompson/Bass/Washington) / Stupidity (Burke) Pye 7N15607
- 1964: If You Donʼt Come Back (Leiber/Stoller) / Think (Pauling) Pye 7N15690

### US-Singles
- 1964: Just A Little Bit / Stupidity  Parkway 909
- 1964: Think / If You Donʼt Come  Interphon 7709
- 1965: I Fell In Love / Throw Your Love Away Girl  Black Watch 5545/6

### CD-Kompilation
- 1996: The Undertakers Unearthed (Big Beat CDWIKD 163)
  - (Do The) Mashed Potatoes / Everybody Loves A Lover  / Money (Thatʼs What I Want)  / What About Us / Just A Little Bit / Stupidity / If You Donʼt Come Back / Think / Be My Little Girl (Bickerton/Waddington) / She Said Yeah (Jackson/Christy) / I Need Your Lovin’ (Gardner/Lewis/Levy/McDougal) / Tell Me What Youʼre Gonna Do (Brown) / Tricky Dicky (Leiber/Stoller) / Irresistible You  (Raye/Paul) / Love Is A Swinginʼ Thing (S Owens/L Dixon/W Denson)  / Hey-Hey-Hey-Hey! (R. Penniman) / Youʼre So Fine And Sweet  (Robinson/White/Whited/Moore/Tarplin/Rogers) / Leave My Kitten Alone (John/Turner/MacDougal) / Watch Your Step (Parker) / Throw Your Love Away Girl (Jackie Lomax)  / I Fell In Love (For The Very First Time)  (Hollon/Mosley/Bateman)